# Ekeby (Södertälje)
Ekeby è un'area urbana della Svezia situata nel comune di Södertälje, contea di Stoccolma.
La popolazione risultante dal censimento 2010 era di 1 018 abitanti .